# NGC 2634
NGC 2634 este o galaxie eliptică situată în constelația Girafa. A fost descoperită în 11 august 1882 de către Ernst Wilhelm Tempel. Se află la o distanță de 33,88 de megaparseci de Pământ.